# 十八家晉史
十八家晉史是唐代官修《晉書》之前流行的十八種晉代斷代史書的總稱。包括九家晉書與九家晉紀。除此之外，兩晉南北朝的三百餘年間，還出現了不少記載晉代及十六國歷史的雜史、霸史、雜傳、起居注。唐貞觀年间房玄齡監修的《晉書》行世後，諸家晉史逐漸亡佚，至南宋失傳。明清時人從劉孝標注《世說新語》、裴松之注《三國志》、李善注《文選》以及《太平御覽》等書中輯錄了十八家晉史的殘篇和片斷。現存篇幅比較多的是臧榮緒《晉書》和王隱《晉書》。較少的如陸機《晉紀》，僅存三條。
十八家晉史中大部分只涉及晉代幾朝的歷史，或僅有西晉部分，還有未完成的底稿。唯有臧榮緒《晉書》記事起于司馬懿創業，終于劉裕代晉，有紀、錄、志、傳，共110卷，體例完備，成為唐官修《晉書》的基礎。
清人湯球、黃奭輯有唐代以前的諸家晉史。1937年，商務印書館根據《史學叢書》本將湯球的《九家舊晉書輯本》、《晉紀輯本》、《漢晉春秋輯本》、《晉陽秋輯本》、《十六國春秋輯補》、《三十國春秋輯本》等排印出版，收入《叢書集成》初編。

## 九家晉書
九家《晉書》見于《隋書》經籍志，均為紀傳體。另有梁代人鄭忠所撰《晉書》七卷、庾銑《東晉新書》七卷，皆不存。
- 《晉書》九十三卷，晉著作郎王隱撰。隋代存八十六卷，今有湯球輯本十一卷。
- 《晉書》四十四卷，晉散騎常侍虞預撰。下迄於明帝。隋代存二十六卷，今有湯球輯本一卷、魯迅輯本一卷。
- 《晉書》十四卷，晉中書郎朱鳳撰。下迄於元帝，未完成。隋代存十卷，今有湯球輯本一卷。
- 《晉中興書》七十八卷，宋湘東太守何法盛撰。起於東晉。有湯球輯本七卷。
- 《晉書》三十六卷，宋臨川內史謝靈運撰。有湯球輯本一卷。
- 《晉書》一百一十卷，南齊徐州主簿臧榮緒撰。有湯球輯本十七卷、補遺一卷。
- 《晉書》一百零二卷，梁侍中蕭子雲撰。隋代存十一卷，今有湯球輯本一卷。
- 《晉史草》三十卷，梁吏部尚書蕭子顯撰。有湯球輯本一卷。
- 《晉書》一百一十一卷，梁尚書僕射沈約撰。有湯球輯本一卷。

## 九家晉紀
九家晉紀皆為編年體，除裴松之《晉紀》外皆見於《隋書·經籍志》。編年體晉史另有《漢晉春秋》、《晉陽秋》、《續晉陽秋》。
- 《晉紀》四卷，晉平原內史陸機撰，有湯球輯本三條。
- 《晉紀》二十三卷，晉散騎常侍干寶撰，下迄於愍帝，有湯球輯本1卷。
- 《晉紀》十卷，晉前軍諮議曹嘉之撰，有湯球輯本十三條。
- 《晉紀》十一卷，晉荊州別駕鄧粲撰，有湯球輯本一卷。
- 《晉紀》二十三卷，宋中散大夫劉謙之撰，有湯球輯本七條。
- 《晉紀》十卷，宋吳興太守王韶之撰，有黃奭輯本一卷。
- 《晉紀》四十五卷，宋中散大夫徐廣撰，有黃奭輯本一卷。
- 《續晉紀》五卷，宋新興太守郭季產撰，有黃奭輯本一卷。
- 《晉紀》，卷帙不詳，宋太中大夫裴松之撰，有湯球輯本二條。

## 其他晉史著作
成書于晉代至南北朝、唐代的晉史與十六國史並不止十八家，還有不少晉史的佚文散見於諸書注釋以及類書之中。以清人湯球和黄奭的輯本較為完備。

### 編年
- 《漢晉春秋》，晉滎陽太守習鑿齒撰。記事起于漢代，以晉繼蜀漢。原書四十七卷，有湯球輯本三卷。
- 《晉陽秋》，晉秘書監孫盛撰。記事訖于哀帝，原書三十二卷，有湯球輯本三卷。
- 《續晉陽秋》，宋永嘉太守檀道鸞撰。原書二十卷，有湯球輯本二卷。
- 《三十國春秋》，梁湘東王世子蕭方等撰。有湯球輯本一卷。
- 《三十國春秋》，唐武敏之撰。有湯球輯本一卷。
- 《晉春秋》，唐杜延業撰。有湯球輯本一卷。

### 雜史
| 書名     | 成書年代 | 作者 | 卷數     | 備註                                 |
| 世語     | 晉       | 郭頒 | 十卷     | 隋書經籍志作魏晉世語。有五朝小說本。 |
| 晉諸公讚 | 晉       | 傅暢 | 二十一卷 | 有黄奭輯本。                         |
| 晉後略記 | 晉       | 荀綽 | 五卷     | 一作晉後略。有黄奭輯本。             |
| 晉書鈔   | 南朝梁   | 張緬 | 三十卷   |                                      |
| 晉書鴻烈 | 南朝梁   | 張氏 | 六卷     |                                      |

- 山公啓事，山濤撰，有黄奭漢學堂知足齋叢書輯本、葉德輝觀古堂所著書輯本
- 晉書地道記，王隱撰，有清人畢沅補訂本

### 霸史
| 霸 史          |        |        |                                                            |
| 書名           | 朝代   | 撰者   | 備註                                                       |
| 漢趙記         | 前趙   | 和苞   | 有湯球輯本。町田隆吉有《漢趙記佚文考——唐修晉書の一側面》。 |
| 趙書           | 十六國 | 田融   | 有湯球輯本。                                               |
| 二石偽治時事   | 晉     | 王度   |                                                            |
| 二石傳         | 晉     | 王度   | 有湯球輯本。                                               |
| 二石書         | 無考   | 無考   |                                                            |
| 鄴中記         | 晉     | 陸翽   | 今存，有四庫全書本、清內府聚珍本。                         |
| 趙書           | 無考   | 吳篤   | 有湯球輯本。                                               |
| 趙記           | 無考   | 無考   |                                                            |
| 華陽國志       | 晉     | 常璩   | 今存。                                                     |
| 蜀李書         | 晉     | 常璩   | 原名漢書、漢之書，入晉後改作蜀李書。有湯球輯本。           |
| 燕書           | 十六國 | 范亨   | 有湯球輯本。                                               |
| 燕志           | 北魏   | 高閭   | 有湯球輯本。                                               |
| 南燕錄         | 十六國 | 王景暉 | 有湯球輯本。                                               |
| 南燕錄         | 十六國 | 張詮   | 有湯球輯本。                                               |
| 南燕書         | 無考   | 無考   |                                                            |
| 苻朝雜記       | 無考   | 無考   |                                                            |
| 秦書           | 十六國 | 何仲煕 |                                                            |
| 秦書           | 十六國 | 車頻   | 有湯球輯本。                                               |
| 秦記           | 劉宋   | 裴景仁 | 有湯球輯本。                                               |
| 後秦紀         | 北魏   | 姚和都 | 有湯球輯本。                                               |
| 代都略記       | 無考   | 無考   |                                                            |
| 涼記           | 十六國 | 張諮   | 有湯球輯本。                                               |
| 涼書           | 十六國 | 劉景   |                                                            |
| 西河紀         | 晉     | 喻歸   | 有湯球輯本。                                               |
| 西河舊事       | 無考   | 無考   |                                                            |
| 涼記           | 無考   | 段龜龍 | 有湯球輯本。                                               |
| 涼書           | 十六國 | 高道讓 |                                                            |
| 涼書           | 無考   | 無考   |                                                            |
| 敦煌實錄       | 北魏   | 劉景   | 有湯球輯本。                                               |
| 敦煌張氏家傳   | 無考   | 無考   |                                                            |
| 拓跋涼錄       | 無考   | 無考   |                                                            |
| 十六國春秋     | 北魏   | 崔鴻   | 明人屠喬孫有十六國春秋輯本，湯球有十六國春秋輯補。         |
| 十六國春秋纂錄 | 無考   | 無考   |                                                            |
| 戰國春秋       | 無考   | 李概   |                                                            |
| 吐谷渾記       | 無考   | 無考   |                                                            |
| 翟遼書         | 無考   | 無考   | 早佚                                                       |
| 諸國略記       | 無考   | 無考   | 早佚                                                       |

### 舊事
| 書名               | 成書年代 | 作者 | 卷數         | 備註                       |
| 晉朝雜事           |          | 佚名 | 二卷         | 有黄奭輯本。               |
| 晉宋舊事           |          | 佚名 | 一百三十五卷 |                            |
| 晉要事             |          | 佚名 | 三卷         | 有黄奭輯本。               |
| 晉故事             |          | 佚名 | 四十三卷     |                            |
| 建武故事           |          | 佚名 | 一卷         | 有黄奭輯本。               |
| 咸和咸康故事       | 晉       | 孔愉 | 四卷         |                            |
| 晉修復山陵故事     |          | 車灌 | 五卷         | 有黄奭輯本。               |
| 八王故事           |          |      | 十卷         | 有黄奭輯本。               |
| 四王起事           | 晉       | 盧綝 | 四卷         | 一作四王遺事。有黄奭輯本。 |
| 大司馬陶公故事     |          | 佚名 | 三卷         |                            |
| 郗太尉為尚書令故事 |          | 佚名 | 三卷         |                            |
| 桓玄僞事           |          | 佚名 | 三卷         |                            |
| 東宮舊事           |          | 張敞 | 十卷         | 有黄奭輯本。               |

### 職官、儀注
| 書名             | 成書年代 | 作者   | 卷數   | 備註         |
| 公卿禮秩故事     | 晉       | 傅暢   | 九卷   | 有黄奭輯本。 |
| 晉官品           |          | 徐宣瑜 | 一卷   | 梁有，隋無。 |
| 百官表注         | 晉       | 荀綽   | 十六卷 | 梁有，隋無。 |
| 職官記           |          |        | 九卷   | 梁有，隋無。 |
| 大興二年定官品事 |          | 佚名   | 五卷   | 梁有，隋無。 |
| 百官品           |          | 佚名   | 九卷   | 梁有，隋無。 |
| 魏晉百官名       |          | 佚名   | 五卷   |              |
| 晉百官名         |          | 佚名   | 三十卷 |              |
| 晉官屬名         |          | 佚名   | 四卷   |              |
| 決疑要注         | 晉       | 摯虞   | 一卷   |              |
| 司徒儀           | 晉       | 干寳   | 一卷   | 梁有，隋無。 |
| 百官儀服錄       |          | 佚名   | 五卷   | 梁有，隋無。 |
| 新定儀注         | 晉       |        | 十四卷 |              |
| 新定儀注         | 晉       | 傅瑗   | 四十卷 |              |
| 晉雜儀注         |          | 佚名   | 十一卷 |              |
| 晉尚書儀         |          | 佚名   | 十卷   |              |
| 車服雜注         | 晉       | 徐廣   | 一卷   |              |
| 晉鹵簿圖         |          | 佚名   | 一卷   |              |

### 別史
- 晉錄
- 晉世譜
- 王朝目錄

### 起居注
- 晉惠帝起居注，陸機撰，有湯球所輯七條。
- 晉起居注，晉李軌撰，記泰始、咸寧、太康、咸和諸朝事。其中晋泰始起居注二十卷。
- 晉起居注，宋劉道薈撰。刘道荟，又作道会，南朝宋北徐州主簿。
- 晉武帝起居注
- 晉永安起居注
- 晉建武起居注
- 晉太興起居注
- 晉咸康起居注
- 晉康帝起居注
- 晉永和起居注
- 晉孝武帝起居注
- 晉太元起居注
- 晉隆安起居注
- 晉義熙起居注
- 南燕起居注

黄奭所輯眾家晉史中還收有《三國志注引晉書》、《世說注引晉書》、《文選注引晉紀》、《北堂書鈔引晉紀》、《初學記引晉紀》、《群書治要所載晉書》、《白帖引晉紀》、《御覽引晉紀》，均收入《黃氏逸書考》子史鉤沈部的眾家晉史一卷中。